# Mistrovství Evropy v judu 1999
Mistrovství Evropy se konalo na Zimním stadionu Ondreje Nepely ve Bratislavě, Slovensko, ve dnech 20.-23. května 1999

## Program
Vyřazovací kola
- ČTV – 20.05.1999 – těžká váha (+100 kg, +78 kg) a polotěžká váha (−100 kg, −78 kg) a střední váha (−90 kg, −70 kg) a polostřední váha (−81 kg, −63 kg)
- PAT – 21.05.1999 – lehká váha (−73 kg, −57 kg) a superlehká váha (−60 kg, −48 kg) a pololehká váha (−66 kg, −52 kg) a bez rozdílu vah

Finálová kola
- SOB – 22.05.1999 – těžká váha (+100 kg, +78 kg) a polotěžká váha (−100 kg, −78 kg) a střední váha (−90 kg, −70 kg) a polostřední váha (−81 kg, −63 kg)
- NED – 23.05.1999 – lehká váha (−73 kg, −57 kg) a superlehká váha (−60 kg, −48 kg) a pololehká váha (−66 kg, −52 kg) a bez rozdílu vah

## Výsledky

### Muži
| Kategorie | Zlato                    | Stříbro                      | Bronz                    | Bronz                    |
| --------- | ------------------------ | ---------------------------- | ------------------------ | ------------------------ |
| −60 kg    | Óscar Peñas (ESP)        | Cédric Taymans (BEL)         | Nestor Chergiani (GEO)   | Natik Bagirov (BLR)      |
| −66 kg    | Larbi Benboudaoud (FRA)  | Girolamo Giovinazzo (ITA)    | Hüseyin Özkan (TUR)      | Victor Bivol (MDA)       |
| −73 kg    | Giuseppe Maddaloni (ITA) | Alexej Budolin (EST)         | Vitalij Makarov (RUS)    | Giorgi Vazagašvili (GEO) |
| −81 kg    | Nuno Delgado (POR)       | Maarten Arens (NED)          | Graeme Randall (GBR)     | Djamel Bouras (FRA)      |
| −90 kg    | Daan De Cooman (BEL)     | Algimantas Merkevičius (LTU) | Mark Huizinga (NED)      | Rasul Salimov (AZE)      |
| −100 kg   | Stéphane Traineau (FRA)  | Paweł Nastula (POL)          | Alexandr Michajlin (RUS) | Ari'el Ze'evi (ISR)      |
| +100 kg   | Tamerlan Tmenov (RUS)    | Semir Pepic (SVK)            | Indrek Pertelson (EST)   | Selim Tataroğlu (TUR)    |

### Ženy
| Kategorie | Zlato                       | Stříbro                      | Bronz                       | Bronz                        |
| --------- | --------------------------- | ---------------------------- | --------------------------- | ---------------------------- |
| −48 kg    | Sarah Nichilo-Rossová (FRA) | Laura Moiseová (ROU)         | Ann Simonsová (BEL)         | Ljubov Bruletovová (RUS)     |
| −52 kg    | Deborah Allanová (GBR)      | Paula Saldanhaová (POR)      | Raffaella Imbrianiová (GER) | Deborah Gravenstijnová (NED) |
| −57 kg    | Isabel Fernándezová (ESP)   | Magali Batonová (FRA)        | Cinzia Cavazzutiová (ITA)   | Michaela Vernerová (CZE)     |
| −63 kg    | Gella Vandecaveyeová (BEL)  | Jenny Galová (ITA)           | Anja von Rekowskiová (GER)  | Sara Álvarezová (ESP)        |
| −70 kg    | Ulla Werbroucková (BEL)     | Ylenia Scapinová (ITA)       | Úrsula Martínová (ESP)      | Yvonne Wansartová (GER)      |
| −78 kg    | Céline Lebrunová (FRA)      | Svetlana Pantělejevová (RUS) | Heidi Rakelsová (BEL)       | Chloe Cowenová (GBR)         |
| +78 kg    | Irina Rodinová (RUS)        | Cvetana Božilovová (BUL)     | Brigitte Olivierová (BEL)   | Sandra Köppenová (GER)       |